# 久保田城
久保田城（くぼたじょう）は、秋田県秋田市千秋公園近辺（羽後国、旧出羽国秋田郡久保田）にあった日本の城。史跡指定はされていないが、「千秋公園（久保田城跡）」として秋田市指定名勝に指定されている。また日本100名城の第9番に選定されている。

## 概要

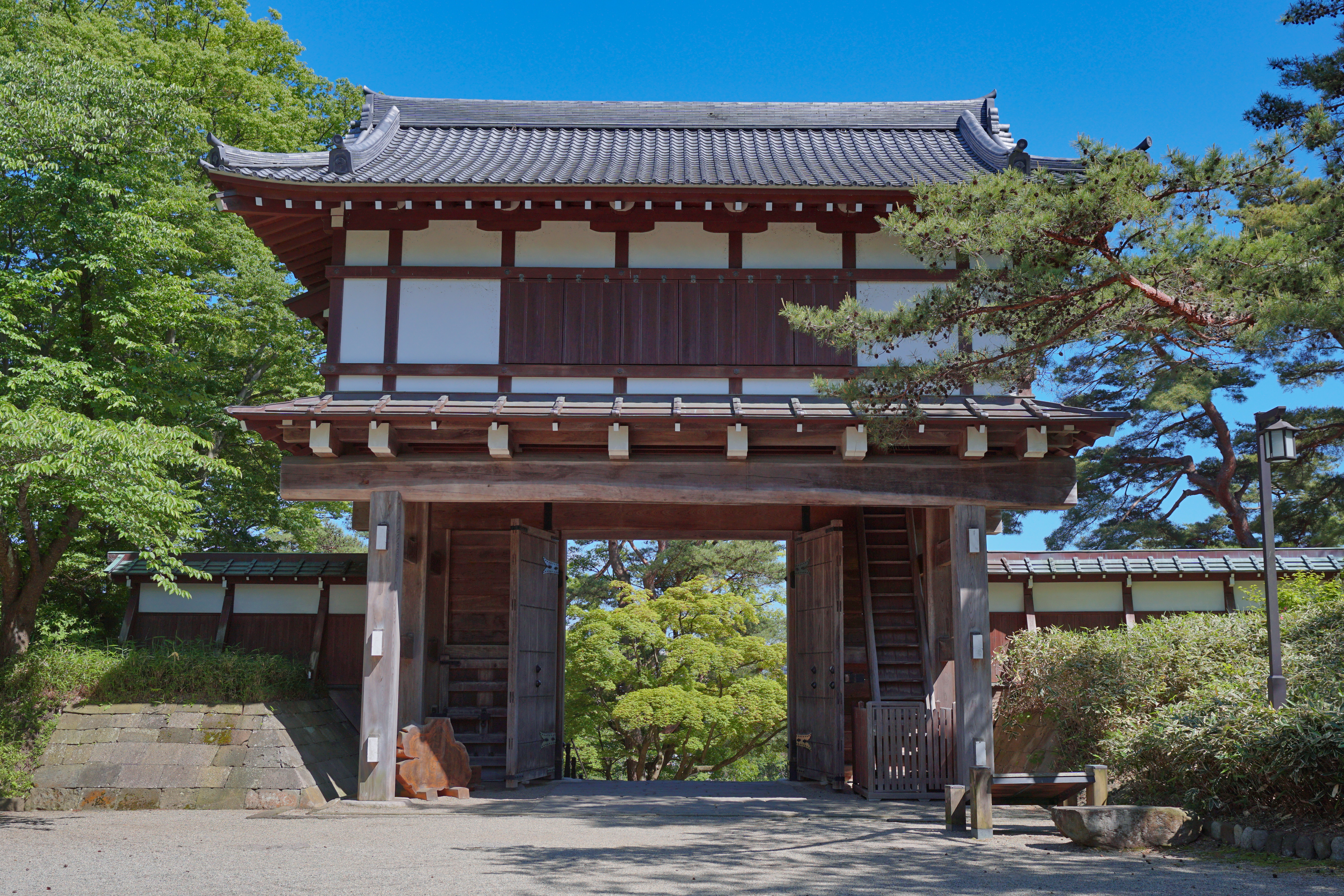
本丸表門（木造復元）

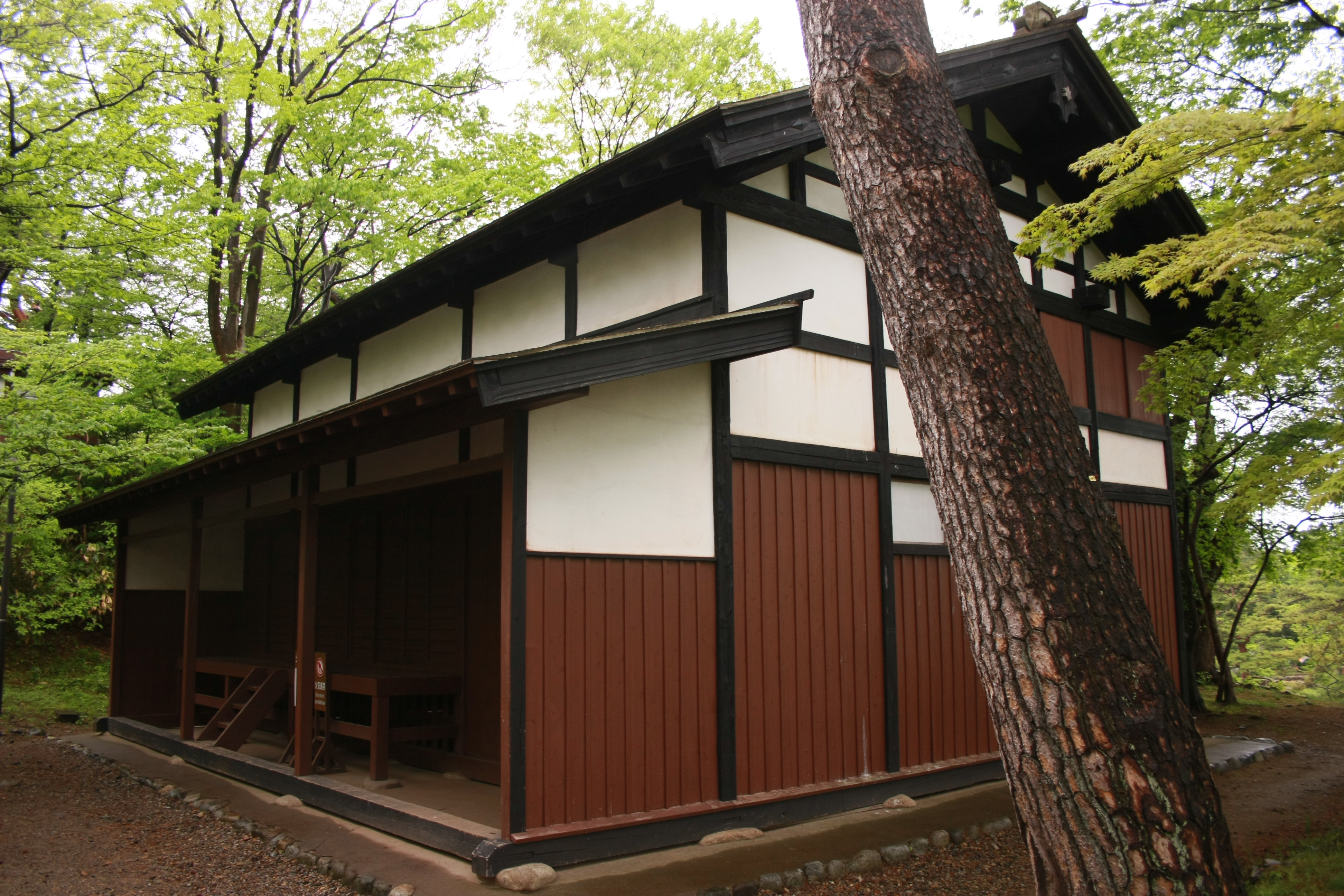
御物頭御番所（現存/秋田市指定有形文化財）

久保田藩主佐竹氏の居城である。矢留城、葛根城とも呼ばれている。江戸時代後期から明治時代の公式文書では「秋田城」と書かれることも多かったが、古代に出羽国府が置かれた秋田城とは所在地ともに別の城である。名勝としての指定名称は「千秋公園（久保田城跡）」であり、「久保田城」が公式に使われている。
雄物川の支流である旭川の左岸、程野村窪田にある神明山（しんめいやま、標高40メートル）に築かれた平山城。石垣は基底部に僅かにあるのみでその上に土塁を盛られており（鉢巻土手）、天守も持たず塁上に「出し御書院」（だしおしょいん）または「御出書院」（おだししょいん）と呼ばれる櫓座敷を建ててその代わりとし、他に8棟の櫓を建て並べていた。石垣が無いのは幕府に遠慮したためと言われるが、佐竹氏の旧領常陸国を含む東国ではもともと石垣を用いない築城法が一般的であったため、石垣作りに精通した者が家中に居なかったという説もある（但し後に江戸城の修築を命じられた時、佐竹氏は石垣の普請も担当している）。いずれにせよ、山川沼沢を巧みに利用し防御を図っており、水堀や円郭式城郭など西国の様式も採り入れられている。なお天守については、寛永10年（1633年）の火災以前には天守に相当する「御三階櫓」があったという説があるが、この時期の城内を描いた絵図などは残されておらず、確証は得られていない。
1880年（明治13年）の大火で城内の建造物はほぼ焼失しており、市街再建の過程で堀の多くも埋め立てられ、城下の中通を中心に秋田県初期の官庁街へと変貌した。現在は久保田城本丸・二の丸一帯は千秋地区で、千秋公園、三の丸はあきた芸術劇場ミルハスや秋田市立中央図書館明徳館、秋田市文化創造館、平野政吉美術館、秋田県立循環器・脳脊髄センターなどが整備されている。知事公館は三の丸御殿の跡地に建てられている。
城郭に関する建造物としては、前述の大火を逃れ、かつ解体も移築もされなかった御物頭御番所（おものがしらごばんしょ）が現存し、市の有形文化財（建造物）に指定されている。また本丸新兵具隅櫓（御隅櫓）が再建されていて、本丸表門も木造復元されており、松下門・黒門についても木造復元計画がある。移築された建造物としては、焼失を免れた裏門が楼門から平屋へと改修を受けた上で旭北寺町の鱗勝院に現存している。

## 沿革

### 江戸時代以前
神明山には安東氏（秋田氏）配下の三浦氏（川尻氏）が所在し、氏神として総社大明神・神明宮・別宮攝末社を奉っていた。三浦氏の城は「鎗留ノ城」「矢留ノ城」と呼ばれ、久保田城の別名の由来になっている。また、神明山の名も神明宮に由来する。更に古くは、大嶽山・小嶽山・光明山の3つの頂がある様から三森山（みつもりやま）または三嶽山（みたけやま）と呼ばれていた。

### 江戸時代

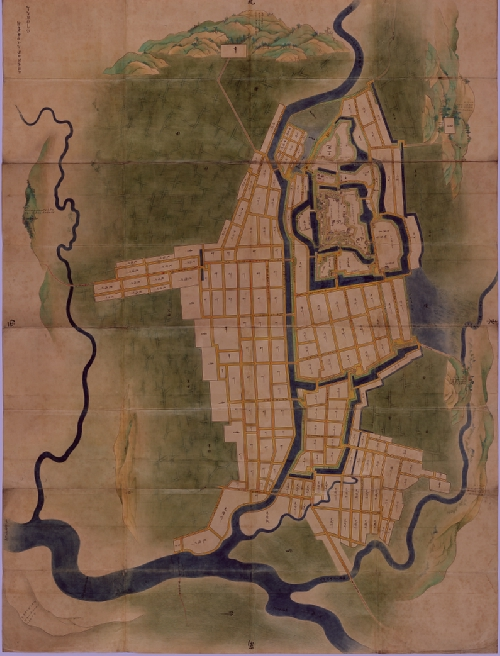
古絵図　1644年

- 1602年（慶長7年）9月17日 - 久保田藩初代藩主である佐竹義宣、秋田氏の居城であった湊城に入城。矢留ノ城には重臣の石塚義辰（大膳）が入り、「大膳屋敷の山」とも呼ばれるようになる。
湊城は平城で防衛に向かないうえ、54万石規模の家臣団を抱えていた佐竹氏にとって秋田氏5万石（ほか蔵入地2万5000石）の城は手狭であり、これが久保田城築城の理由となった。
- 1603年（慶長8年）5月 - 梶原政景と渋江政光を普請奉行とし、神明山に新城を築城開始。同時に城下町と徳川家康が推進していた主要道の整備も行う。
三森山神社は川尻村下浜（現在の楢山川口境）へ遷座したが、低湿地のため神地には不向きで、1694年（元禄7年）に川尻村上野岱へ再度遷座、1707年（宝永4年）9月6日に社殿造営し本遷宮。1912年（明治45年）に3社を合祀し総社神社となった[6][9]。
- 1604年（慶長9年）8月28日 - 窪田城本丸竣工。湊城を破却し窪田城を本城と定める。また、年内に周辺他藩へ通じる主要道が完成。
- 1607年（慶長12年） - 内町の町割（第一期）が開始。三の丸と中通廓が新設される。外町の町割もこの頃開始されたと見られる。
- 1619年（元和5年） - 内町の町割（第二期）が開始。中通廓が割直しされ、亀ノ町廓が新設される。
- 1629年（寛永6年） - 内町の町割（第三期）が開始。楢山・保戸野・手形・川口の侍町が新設される。
- 1631年（寛永8年） - 鍛冶町と馬口労町を結ぶ道を新設し、大町筋を通町から馬口労町まで貫通させる。街道（羽州街道）を茶町筋から大町筋へ変更する。
- 1633年（寛永10年）9月21日 - 本丸全焼[10]。藩主義隆は三ノ丸下中城の渋江光久邸を仮殿とする。
- 1635年（寛永12年）12月15日 - 修築[10]。
- 1647年（正保4年） - この年に描かれた「出羽一国絵図」にて初めて「久保田城」と表記された。「窪田城」から「久保田城」への改称時期は1633年（寛永10年）から1645年（正保2年）にかけてと推測されている。
- 1671年（寛文11年） - 楢山愛宕下を町割。
- 1673年（延宝元年） - 築地・長野下を町割。
- 1699年（元禄12年） - 手形東新町・手形西新町を町割。これ以降幕末まで城下町に大きな変化はない。
- 1776年（安永5年）4月2日 - 本町六丁目から出火し、穴門・西矢倉門（松下門)・東矢倉門（長坂門）・表門・本丸御殿・出し御書院まで延焼[10]。
- 1778年（安永7年）閏7月10日 - 本丸全焼[10]。藩主義敦は三ノ丸下中城の渋江敦光邸を仮殿とする。
- 1781年（天明元年）5月24日 - 本丸御殿を修築[11]。
- 1788年（天明8年）12月24日 - 焼失していた御用局（吟味役所）復旧の記録あり[11]。
- 天明年間 - 表門付近で出火[12]。
- 1797年（寛政9年）5月10日 - 本丸北方で出火し、北方多門長屋1棟49間、北方櫓1ヶ所（帯曲輪門上御隅櫓)、西方多門長屋1棟12間、西方櫓1ヶ所（新兵具御隅櫓）、北西方塀25間を焼失[12]。

### 近代

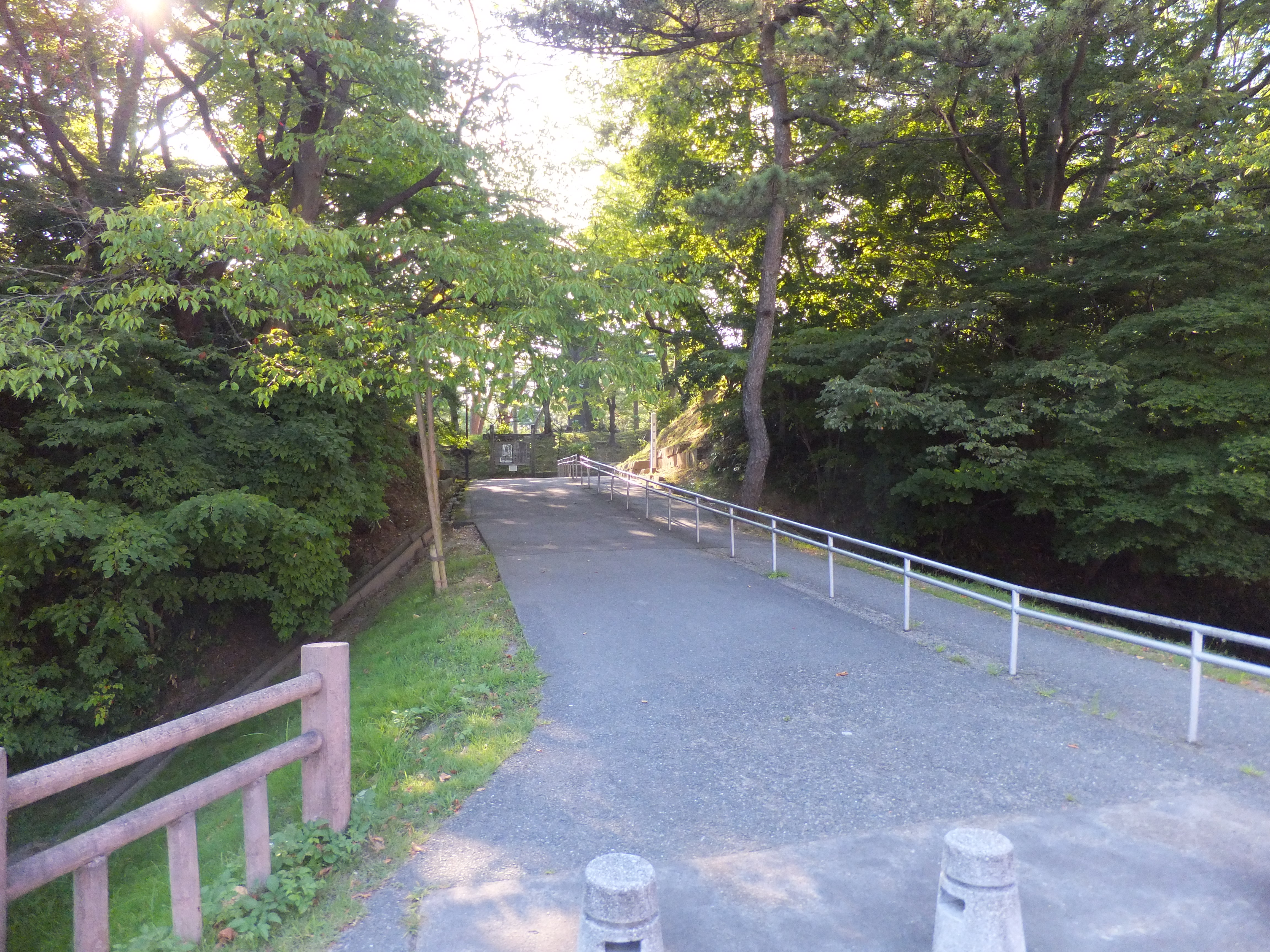
黒門跡

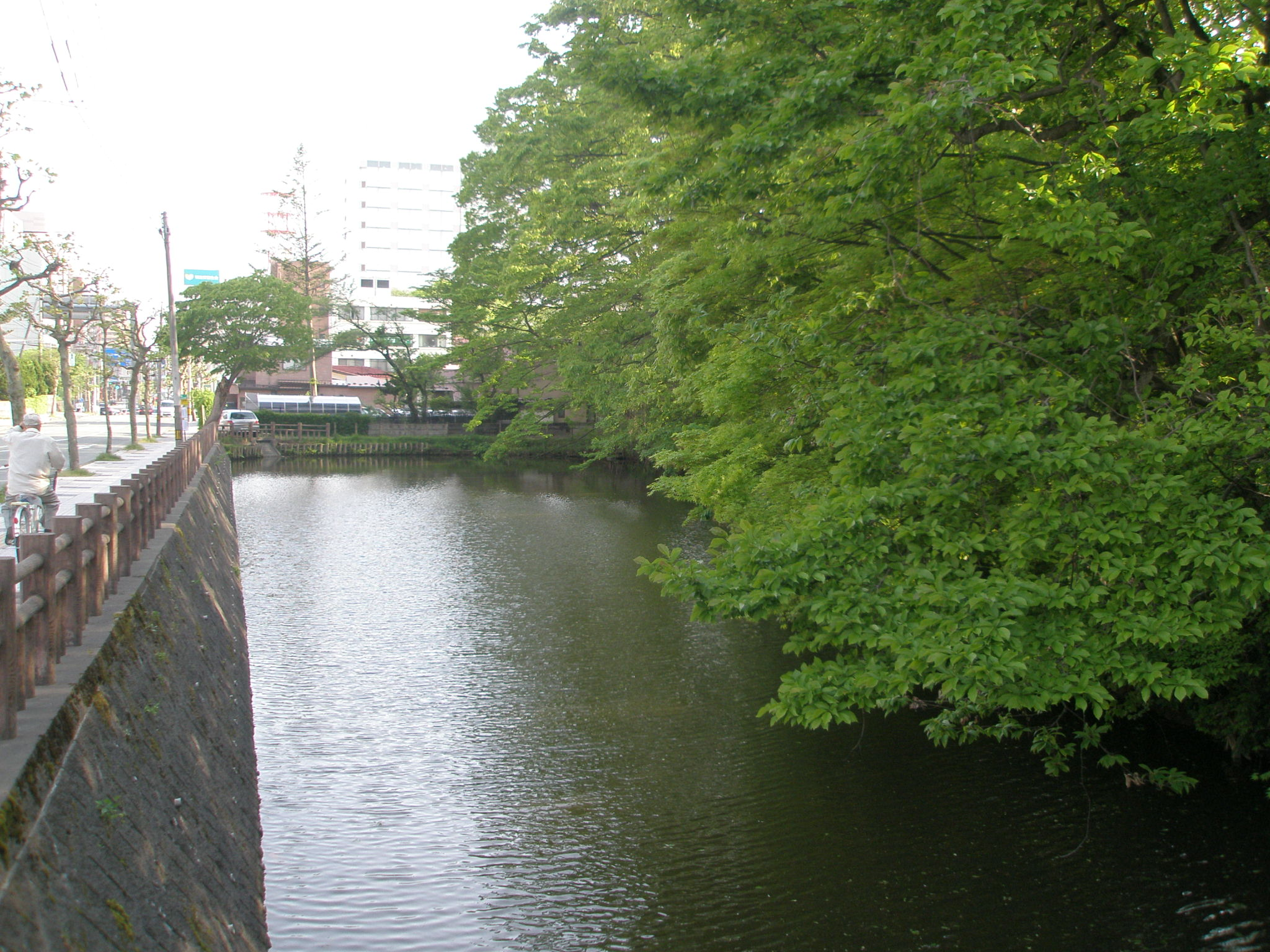
黒門の堀

- 1868年 （慶応4年・明治元年） - 戊辰戦争。久保田藩は新政府軍を支持したため庄内藩・盛岡藩などから攻撃を受け（秋田戦争）、領内の大半が戦場となり特に庄内藩には城下12kmの椿台まで迫られたが、仙台藩・米沢藩の降伏を受けて庄内藩が撤退したため、久保田城は戦禍を免れた。
- 1869年（明治2年）7月25日  - 版籍奉還。城地は兵部省（後に陸軍省）の管轄となる。
- 1870年（明治3年） 2月7日  - 藩庁を三ノ丸下中城の渋江厚光邸へ移す[13]。同年、三ノ丸上中城に藩知事義堯の官邸を移す[14]。
- 1871年（明治4年）3月3日  - 久保田藩を秋田藩、久保田城下町を秋田町と改称。
- 1871年（明治4年）8月29日  - 廃藩置県。
- 1872年（明治5年）4月20日  - 本丸に秋田県庁を開庁[14]。
- 1872年（明治5年）11月12日  - 秋田県庁が東根小屋町の旧明徳館へ移転。
- 1873年（明治6年）1月14日  - 全国城郭存廃ノ処分並兵営地等撰定方により存城処分となる。
- 1880年（明治13年）7月21日  - 大火により城内の建物がほぼ全焼する。
日付は19日説・20日説もあるが、秋田県が22日付で軍へ打った電報の起案書に「昨二十一日午後十時前、秋田旧城ヨリ出火……」とあることから21日が正しいとされる[15]。
- 1886年（明治19年） - 4月30日の俵屋火事で焼失した寺町鱗勝院の山門として、裏門が払い下げられる[16]。
- 1890年（明治23年） - 陸軍省から佐竹氏に城跡が払い下げられる。

### 現代
- 1984年（昭和59年） - 前年12月に没した佐竹宗家第35代・佐竹義栄の遺志に従い、公園用地（約14.6ha）が佐竹家から秋田市へ寄贈される。
- 1989年（平成元年） - 本丸新兵具隅櫓（御隅櫓）を模擬復興。
- 1990年（平成2年）4月10日 - 御物頭御番所が秋田市指定有形文化財に指定される。
- 2001年（平成13年） - 本丸表門を木造復元。
- 2004年（平成16年） - 秋田市建都四百年記念祭が挙行。
- 2006年（平成18年）4月6日 - 日本100名城（9番）に選定される。
- 2008年（平成20年）3月25日 - 秋田市指定名勝に指定される。

## 構造
神明山の最高所を均して本丸とし、ここに藩主の居館である本丸御殿と政務所を置いた。周囲を多聞長屋と板塀で取り囲み、表門・裏門・帯曲輪門・埋門・切戸口という5箇所の出入口を設けた。表門は一ノ門ともいい、そこから二の丸へ通じる手前に長坂門（二ノ門）があった。南西隅で岬のように突出した最高所の土地を「出し」と呼び、「出し御書院」「御出書院」という櫓座敷を設けた。
本丸東側の一段低い土地を二の丸とし、勘定所・境目方役所・祈祷所安楽院・時鐘・金蔵・厩などを置いた。外部からの出入りは全て二の丸に集まるようになっており、松下門・黒門・厩門（不浄門）・土門（北御門）という4箇所の出入口を設けた。それぞれ下中城、上中城、山ノ手、八幡山に通じる。現在は松下門跡が千秋公園の正面入口になっているが、藩政期の正式な登城の道は黒門を経由するものだった。
二の丸の北・東・南を取り囲むように三の丸があり、重臣屋敷を置いた。東部を上中城、南部を下中城、北東部を山ノ手（手形上町）という。山ノ手の西（本丸の北西）にある八幡山も三の丸に含まれるが、ここには重臣屋敷ではなく正八幡社（小八幡社）・稲荷社・別当寺金乗院を置いた。
八幡山の更に北側には北の丸があり、大木屋（おごや、木材加工所）と籾蔵を置いた。また、本丸西側で内外堀に挟まれ島状になった西曲輪（捨曲輪）には、兵具蔵を置いた。
本丸・二の丸を内堀で囲み（西兵具蔵前堀・南堀・東堀・北堀）、三の丸を外堀で囲んだ（八幡宮後堀・西兵具蔵外堀・東外堀・南外堀）。その他も北の丸の周囲（北の丸下堀・北の丸下北の方堀）、中通廓と亀の町廓・長野下の間（大堀）、亀の町廓と築地の間（上堀）、亀の町廓と楢山の間（下堀）などに堀を設けた。堀の多くは、旭川の旧河道である。現在ではほとんど埋め立てられ、現存するものは南堀の一部、東堀の一部、西兵具蔵外堀の一部（穴門の堀）、南外堀の一部（大手門の堀）のみになっている。
城の直接的な機能を持つ本丸・二の丸・北の丸・西曲輪を総じて「一の廓」、重臣屋敷が設けられた三の丸を「二の廓」、同じく重臣・高禄の家臣の屋敷町となった中通を「三の廓」、それに続く亀の町を「四の廓」と呼び、土手・堀を持たないその他の侍町を「外廓」と呼んだ。但しこの分類は時期によって変遷がみられる。
一門や重臣の屋敷を丸の内から広小路や長野町・古川堀反町など本丸に近い町に配置し、楢山や保戸野など離れたところには主に小録の家臣を配置した。但し、門の近くなど重要な場所には重臣を置いた。侍町を総じて「内町」と称した。
町人町は「外町」（とまち）と呼ばれ、城の西側に旭川を挟んで配置した。内町は防衛のため屈曲・食い違いの多い道路線形になっているが、外町は交通の利便のため碁盤の目状に区画されている。
外町の更に西側へ寺院を集中的に設置した。

## 現地情報
所在地
秋田県秋田市千秋公園1-39
交通アクセス
JR奥羽本線・羽越本線・秋田新幹線「秋田」駅から徒歩約10分